# Álgebra inicial
En matemáticas, un álgebra inicial es un objeto inicial de la categoría de F-álgebras para un endofunctor F dado. Proporcionan un marco general para describir la inducción y la recursión.
Considérese por ejemplo el endofuntor {\displaystyle 1+(-)} en la categoría de conjuntos, donde {\displaystyle 1} es el conjunto de un solo elemento, el objeto terminal de la categoría. Un álgebra para este endofuntor es un conjunto {\displaystyle X} junto a un elemento {\displaystyle x\in X} y una función {\displaystyle X\to X}. Los números naturales con el cero como elemento y la función sucesor forman el álgebra inicial para este endofuntor.